# Salon de la culture et des jeux mathématiques
Le Salon Culture et Jeux Mathématiques est une manifestation gratuite dont le but et la promotion des mathématiques auprès du public,. 
Cette manifestation se tient chaque année à Paris depuis l'an 2000 ou elle été instaurée à l'occasion de l'Année mondiale des mathématiques. Le salon dure traditionnellement quatre jours du jeudi au dimanche la dernière semaine du mois de mai. 
Le Salon, porté jusqu’en 2019 par le Comité international des jeux mathématiques (CIJM), regroupe traditionnellement 60 à 70 stands animés, 2 espaces thématique/numérique, 1 espace rencontres et conférences pour une quinzaine d’événements, la brochure Maths Express (15 à 16 articles) tirée à 10 000 exemplaires. Depuis sa création, 410 000 visiteurs et 91 000 scolaires ont participé aux Salons. 
En 2020, pour sa 21e édition, c’est un consortium d’associations, fondations et sociétés savantes travaillant collégialement qui assure les très nombreuses charges liées à sa préparation, son organisation et sa mise en œuvre opérationnelle.
Les membres de ce consortium sont : Animath, APMEP, CIJM, Club Tangente, Femmes et Mathématiques, Fondation Blaise Pascal, FSMP, Kangourou, MATh.en.JEANS, SMAI, SMF, Science Ouverte, SFdS.